# Droga wojewódzka 665
Die Droga wojewódzka 665 (DW 665) ist eine 42 Kilometer lange Droga wojewódzka (Woiwodschaftsstraße) in der polnischen Woiwodschaft Podlachien. Die Strecke liegt im Powiat Grajewski.

## Streckenverlauf
Woiwodschaft Podlachien, Powiat Grajewski
-  Guty (S 61)